# Цилянь
Циля́нь (кит. упр. 祁连, пиньинь Qílián) — уезд Хайбэй-Тибетского автономного округа провинции Цинхай (КНР).

## История
После образования в 1929 году провинции Цинхай эти земли оказались в составе уезда Мэньюань (门源县). В 1939 году в составе уезда Мэньюань был образован предуезд Цилянь (祁连设治局).
В 1951 году предуезд Цилянь стал подчиняться напрямую властям провинции. 31 декабря 1953 года был образован Хайбэй-Тибетский автономный район (海北藏族自治区), и уезд Цилянь, созданный из предуезда Цилянь, вошёл в его состав. В 1955 году Хайбэй-Тибетский автономный район был переименован в Хайбэй-Тибетский автономный округ.

## Административное деление
Уезд Цилянь делится на 3 посёлка, 4 волости.